# Улицы Тбилиси
Улицы Тбилиси — уличная сеть города, состоящая из проспектов, улиц, переулков.

## История

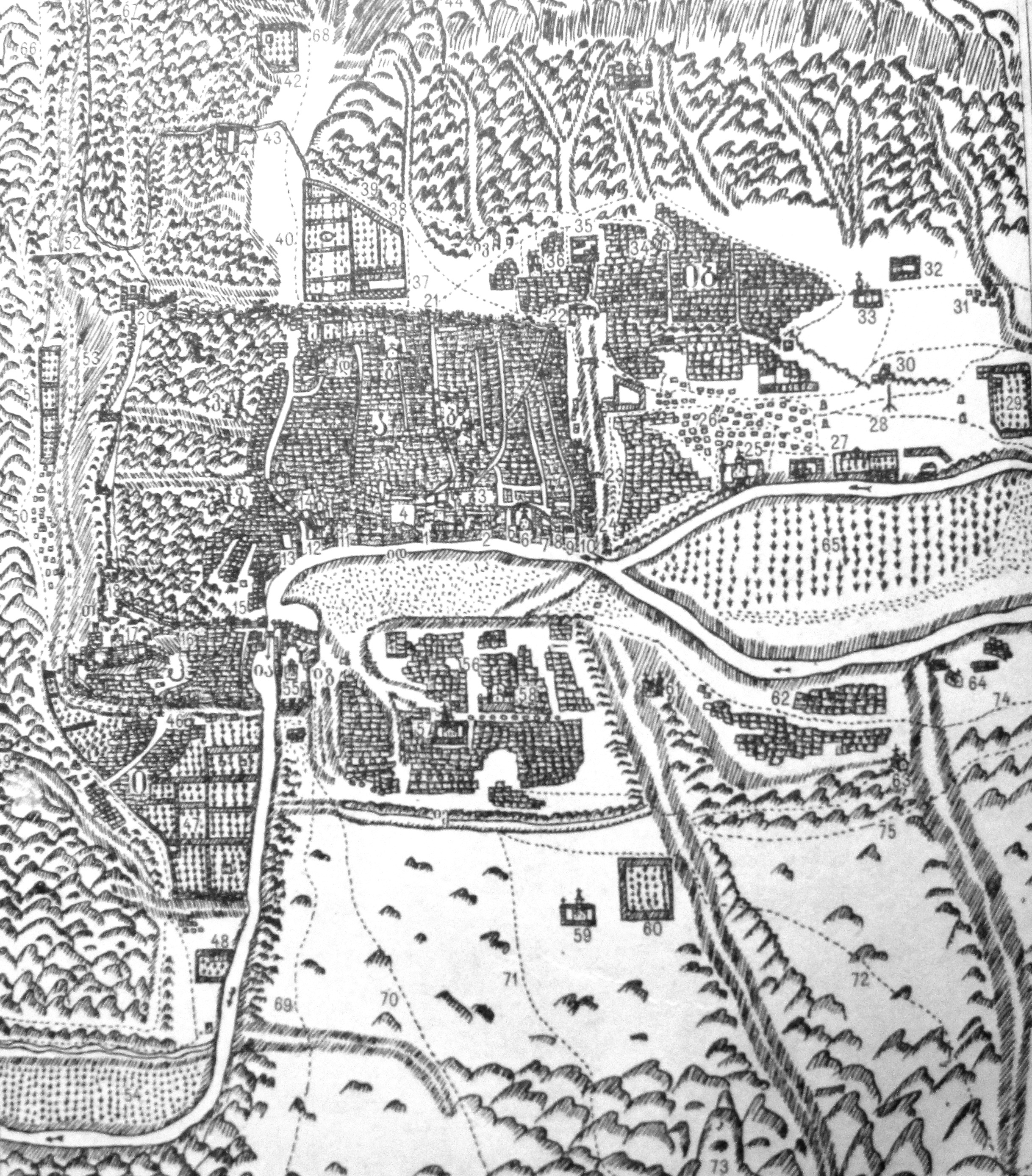
План города царевича Вахушти, 1735

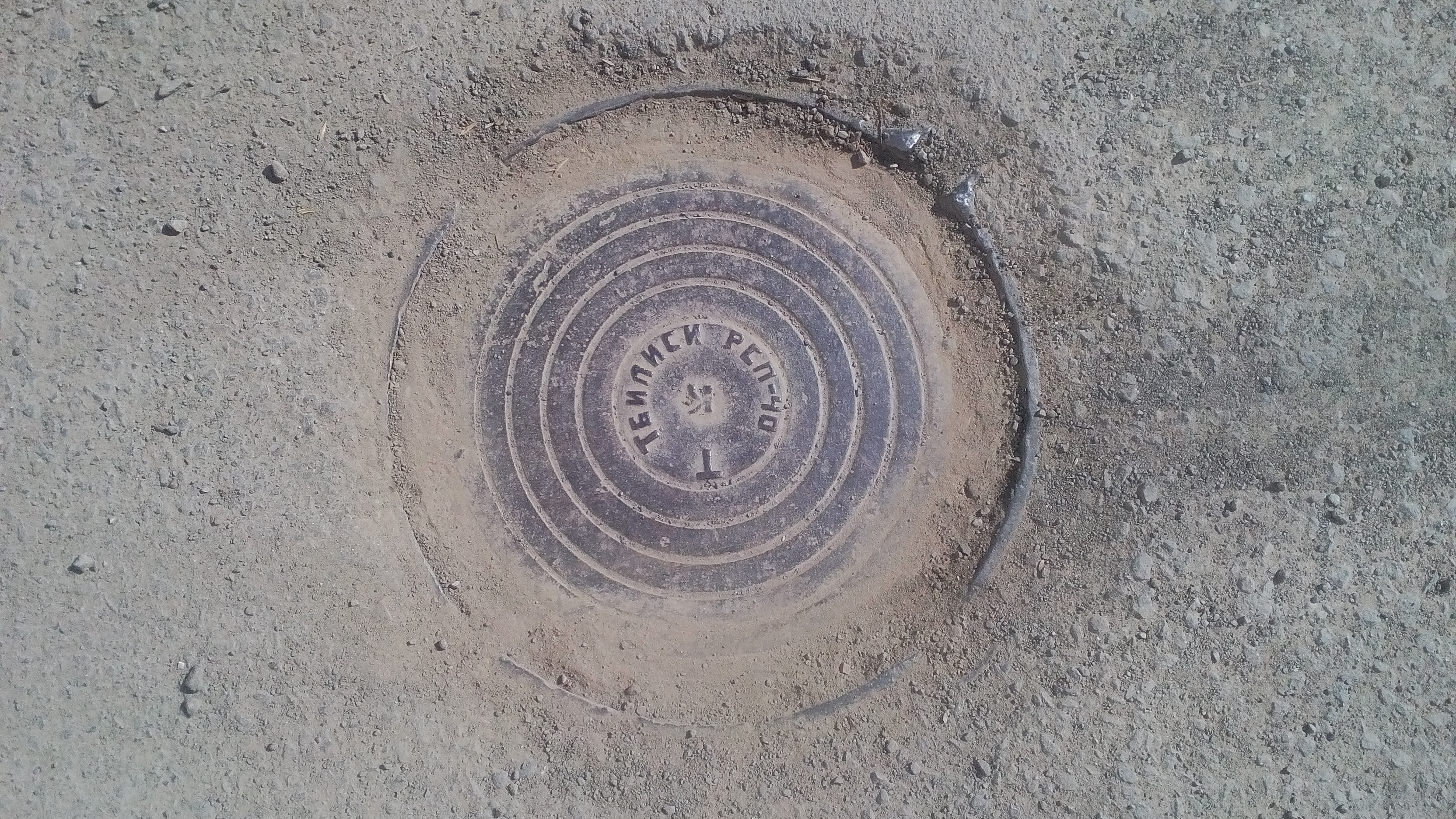
Крышка канализационного люка, выпускавшаяся в Тбилиси

Тбилиси — город многовековой истории, основание города относят к V веку.
Древние планы города не сохранились, старейший из известных — план царевича Вахушти — относится к 1735 году.
Город многократно разрушался иноземными завоевателями. Последний — погром города персидскими войсками Ага Мохаммед-хана 1795 года — практически стёр город с лица земли.
Восстановление городской застройки существовавших тогда исторических районов — Авлабари, Кала, Абанотубани — в начале XIX века происходила с возможным изменением трассировки улиц. Наряду с восстановлением исторических городских районов возникли новые, организованные по европейскому образцу, районы — Сололаки, Мтацминда, Чугурети — с прямоугольным сечением застройки широкими прямыми улицами.
Во время социалистической реконструкции некоторые улицы и площади были существенно расширены. С 1960-х годов реконструкция Старого города проводится по плану, разработанному под руководством архитектора Ш. Кавлашвили.

## Переименования улиц

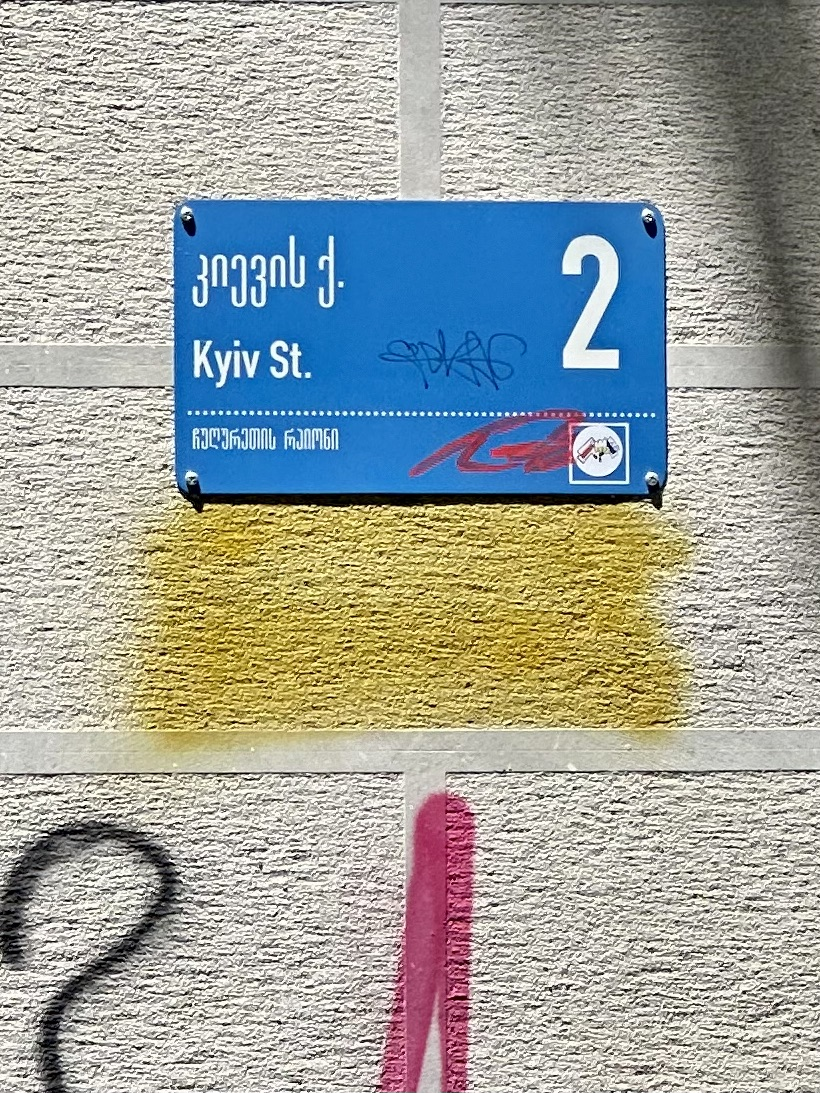
Адресный указатель Тбилиси в 2024 году

Улицы города пережили несколько компаний по их переименованию. Основные происходили при восстановлении города в начале XIX века после персидского погрома 1795 года, в годы советской власти, после восстановления независимости в 1991 году.
Восстановление города при русской администрации сопровождалось присвоением улицам русских названий — Алексеевская, Андреевская, Базарная, Бульварная, Полицейская и др.. Из-за того, что значительный процент населения города составляли этнические армяне, многие улицы города носили армянские названия — Мадатова, Арцруни, Шелковникова, Лорис-Меликова, Тер-Гукасова, Лазарева, Бебутовская, Аргутинская, Коргановская, Нерсесовская, Долухановская, Аштаракская, Эчмиадзинская, Ванкская, Сурб-Ншанская, Сурб-Минасская, Сурб-Карапетекая, Норашенская, Армянский базар
При советской власти (с 1921 года) улицам давали имена выдающихся деятелей коммунистического движения — Ленина, Карла Маркса, Фридриха Энгельса, Сталина, Дзержинского, Камо, Кирова и т. д.
После восстановления государственной независимости прежние советские названия сменили имена персоналиев грузинской истории, культуры, государственности — Гии Абесадзе, Або Тбилели, Котэ Абхази, Антония Католикоса, Ладо Асатиани, Беглара Ахоспирели, Бараташвили, Вахтанга Беридзе, Звиада Гамсахурдиа, Иетима Гурджи, Шалвы Дадиани, Ираклия II, Шоты Кавлашвили, Шоты Нишнианидзе, Саят-Новы, Ованеса Туманяна, Григория Хандзтели, Шартава, Костава, Чахрухадзе и т. п. Улица Ленинградская была переименована в Санкт-Петербургскую.